# Watongia meieri
Watongia meieri (лат.) — вид вымерших синапсид из семейства Varanopidae. Известны по частичному скелету единственной особи из отложений формации Чикаша (англ. Chickasha formation) на территории Оклахомы, датируемых верхним или средним пермским периодом. Голотип представлен фрагментами черепа и передних конечностей, плечевым поясом, несколькими позвонками, рёбрами и гастралиями. Согласно реконструкции, общая длина тела особи-голотипа составляла порядка 2 метров.

## Таксономия
Первооткрыватель вида Эверетт Олсон отнёс его к семейству Gorgonopsidae, известному по ископаемым останкам на территории Южной Африки и России. Впоследствии Watongia meieri рассматривались в составе другого семейства терапсид — Eotitanosuchidae. В ходе ревизии 2004 года была выявлена принадлежность этого вида к более базальным синапсидам — к семейству Varanopidae.